# Glen Helen
Glen Helen är en dal på Isle of Man. Den ligger i den centrala delen av Isle of Man, 10 km nordväst om huvudstaden Douglas. Vattendraget genom dalen är floden Neb. Dalen är känd för sin naturskönhet och dess största attraktion är vattenfallet Rhenass fall.

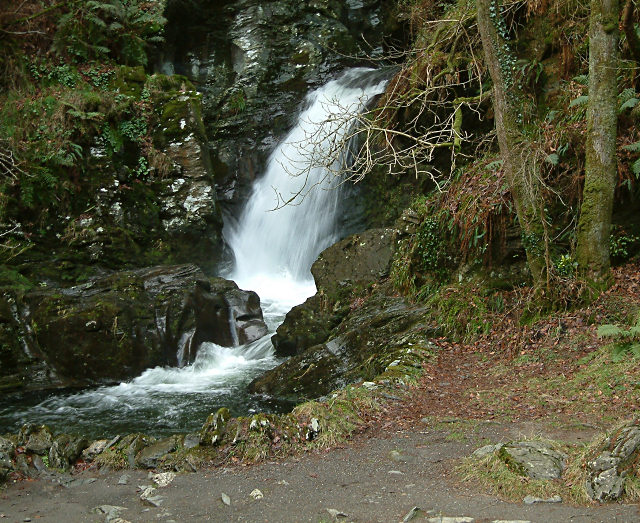
Rhenass Fall